# 柴誠
柴誠（10世纪？—950年12月24日），后周世宗柴荣的次子，生母不詳。年幼時被后汉隐帝刘承祐殺死，世宗追贈太傅，吴王。
柴誠年幼还没有起名，乾祐三年十一月十三丙子（950年12月24日），在李业的鼓动下，后汉隐帝刘承祐命刘铢诛杀郭威、王峻的家属，刘铢极其残忍，连婴儿都没有幸免。郭威继室张氏与郭威的儿子郭青哥、郭意哥，侄子郭守筠、郭奉超、郭定哥还有第三女都被诛杀。柴荣作为郭威的养子，他的三个儿子也被诛杀。后周建立后，郭威下诏赐柴荣长子柴宜哥名谊（宗谊），赠左骁卫大将军；柴荣第二子名诚，左武卫大将军；第三子名諴，左屯卫大将军。世宗显德四年四月廿六癸未（957年5月28日），柴谊赠太尉，追封越王；柴诚太傅，吴王；柴諴太保，韩王。

## 延伸阅读
[在维基数据编辑]
 《新五代史·卷20》，出自歐陽修《新五代史》